# Vignobles & découvertes
 (octobre 2024).
 (octobre 2024).
Le label « Vignobles & découvertes », créé en 2009, est une marque de l’État français communément appelée « label », gérée par Atout France ayant pour objectif de promouvoir l’œnotourisme.

## Objectifs
L’objectif de la marque est de permettre aux touristes une meilleure organisation de leurs séjours avec une offre qualifiée. La marque favorise la structuration de l’offre touristique du secteur viticole dans un domaine où l’organisation via des itinéraires puis des labels est un impératif pour la mise en tourisme des exploitations.

## Fonctionnement
Le label est attribué à une destination touristique pour une durée de 3 ans par Atout France. Le territoire touristique doit déposer un dossier de candidature qui sera visé par le Conseil supérieur de l’œnotourisme, qui donne son avis via une recommandation. Le territoire doit proposer une offre touristique multiple et variée (hébergement, restauration, visite de cave et dégustation, musée, événement,…).
Le label et la marque sont encadrés par un règlement d’usage qui en détermine la gestion et les procédures d’attribution, notamment via Le label et la marque sont Le label Vignobles & Découvertes correspond à une marque collective, la marque Vignobles & Découvertes dont la gestion et la procédure d’attribution sont encadrées par un règlement d’usage.

## Développement
En 2022, le label a été accordé à 71 destinations.
Le Fascinant week-end est un événement qui fédère sur le territoire national des événements autour de l’œnotourisme. Il se déroule chaque année en octobre.